# Венгерско-польская сабля
Венгерско-польская сабля — тип сабли, сформировавшийся в Венгрии и получивший распространение в Польше со второй половины XVI века. Отличием этих сабель была открытая (иногда — полузакрытая) рукоять со скошенным вперёд навершием в форме миндалевидной плоской оковки. Иногда на крестовине они, под влиянием западноевропейского прямого клинкового оружия снабжались кольцом (палюх). Передний конец крестовины иногда соединялся с навершием цепочкой, выполнявшей функции темляка. Черен к хвостовику крепился при помощи одной заклёпки.
Типичные венгерские сабли начали формироваться с XIV века. В XVI веке они отличались открытой рукоятью с немного наклонённым вперёд деревянным череном, колпачкообразным или миндалевидным навершием, длинной прямой крестовиной с перекрестьем; массивным и широким клинком малой кривизны, с чётко выраженной обоюдоострой елманью. Поверхность голоменей клинка — иногда плоская, иногда с идущими параллельно тупью доликами. Ножны для этих сабель — широкие, с плоско срезанным концом, делались из чёрной или коричневой кожи и снабжались металлическими оковками. При Стефане Батории такие сабли получили распространение в польском войске — как в пехоте, так и в кавалерии (до него основным клинковым оружием польского войска были мечи, однако сабли довольно широко применялись уже во второй половине XV века). Применявшиеся в Польше сабли этого периода были как венгерскими, так и местного оформления, преимущественно с импортными — турецкими, итальянскими, немецкими, австрийскими клинками.
Выделяется 4 типа венгерско-польских сабель.
1. Рукоять в виде обтянутого кожей деревянного стержня, закруглённо сужающегося к колпачкообразному навершию. Такие рукояти появились в Иране, откуда попали в Турцию, где получили широкое распространение, а оттуда — в Венгрию.
2. Рукоять массивней, чем у типа 1, нередко обматывалась проволокой. Навершие — миндалевидное, слегка отогнутое книзу. Очень длинная прямая крестовина, немного сужающаяся к концам, а также перекрестье (верхний конец которого порой мог доходить до навершия рукояти). Такие крестовины связаны с влиянием западноевропейских мечей и шпаг. Иногда, однако, гарда была не столь велика. На некоторых саблях этого типа передний конец крестовины, изгибаясь под прямым углом, образовывала пальцевую дужку, не доходящую до навершия. Этот тип был наиболее распространён и послужил прообразом для гусарских сабель.
3. Рукоять с прямым деревянным стержнем, обтянутым кожей, навершием в виде колпачка, под тупым углом направленного вверх. Крестовина к концам часто расширялась.
4. Навершие рукояти в виде головы орла, откуда произошло название «орлиная сабля». Этот тип встречался редко и, в отличие от первых трёх типов, цепочкой не снабжался. Также, в отличие от них, черен крепился не на заклёпку, а путём расклёпки конца хвостовика.

По форме клинка они были сходны с венгерскими образцами. Длина клинка составляла 77—88 см, вес сабли — около 0,9 кг, с ножнами — 1,6 кг.
Венгерско-польские сабли применялись в течение XVII века, они и произошедшие от них новые типы распространились в XVII—XVIII веках по всем странам Европы.

## Другие типы польских сабель
- Армянская сабля — группа сабель, использовавшихся во второй половине XVII — первой половине XVIII веков, включающая несколько типов восточного происхождения.
- Гусарская сабля — в классической форме появилась в середине XVII века на основе венгерско-польских сабель типа 2 и применялась до XIX века.
- Карабела — сабля турецкого происхождения, известная как оружие польской шляхты конца XVII—XVIII веков.
- Костюшковка — сабля с прямоугольной пальцевой дужкой. Характерный тип сформировался к концу XVIII века.
- Августовка — общее название сабель, на клинки которых нанесены надписи и изображения в честь одного из трёх польских королей, носивших имя Август — Августа II, Августа III или Станислава Августа Понятовского.
- «Баторовка» — общее название сабель, на клинке которых — гравированные или травлёные изображения Стефана Батория, связанные с ним надписи.
- «Зигмунтовка» — сабли, на клинке которых золотом насечено изображение Зигмунта III Вазы и надписи.
- «Яновка» — сабли, с изображениями Яна III Собеского и надписями на клинке.